# Millersburg (Indiana)
Millersburg è un comune degli Stati Uniti d'America, situato nello Stato dell'Indiana, nella contea di Elkhart.